# Sâmburești
Sâmburești là một xã thuộc hạt Olt, România. Dân số thời điểm năm 2002 là 1487 người.